# Kabinett Essid

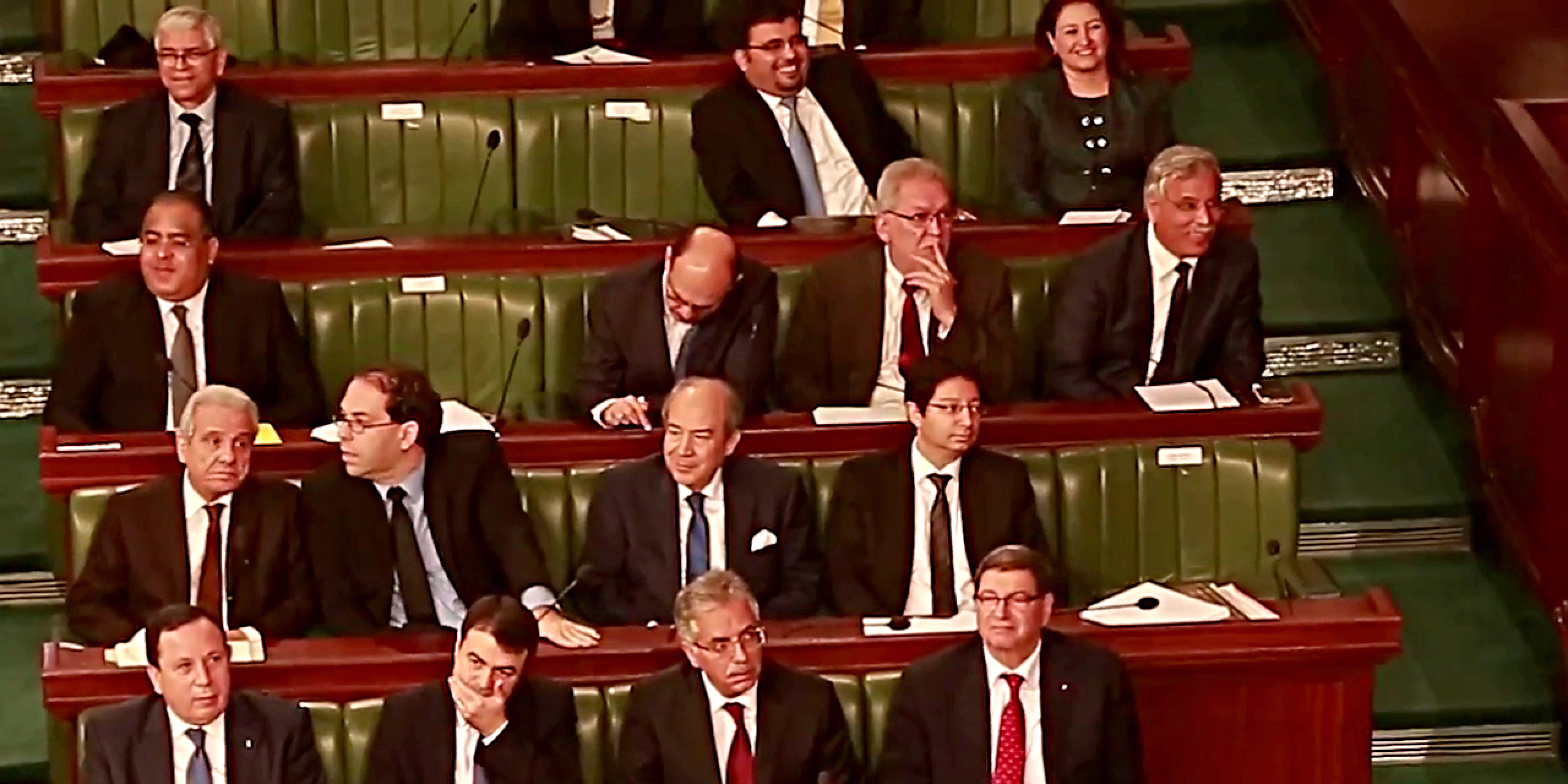
Teile des Kabinetts Essid auf der Regierungsbank der Volksrepräsentantenversammlung im Januar 2016

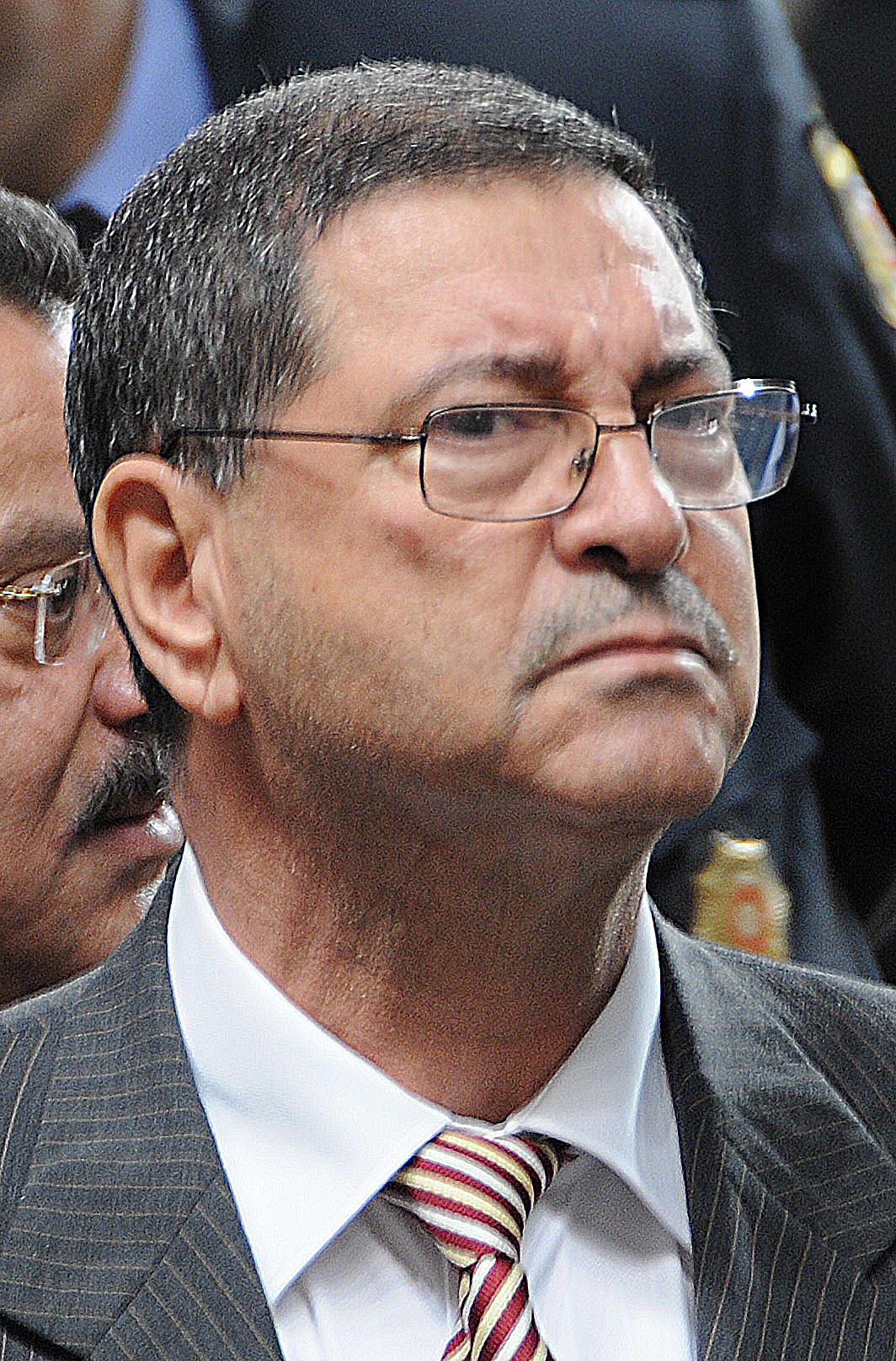
Ministerpräsident Habib Essid

Das Kabinett Essid war die tunesische Regierung, die nach den Parlaments- und Präsidentschaftswahlen 2014 gebildet wurde. Sie wurde geführt vom parteilosen Ministerpräsidenten Habib Essid, der vom neugewählten Präsidenten Beji Caid Essebsi am 6. Januar 2015 mit der Regierungsbildung beauftragt worden war und der am 5. Februar von 166 der 217 Mitglieder der Volksrepräsentantenversammlung in sein Amt gewählt wurde. Die 27 Minister und 14 Staatssekretäre nahmen am 6. Februar 2015 ihre Arbeit auf und wurden im Parlament getragen durch eine breite Unterstützung sowohl der beiden großen politischen Sammelbewegungen, der säkularen Nidaa Tounes und der gemäßigt islamistischen Ennahda, als auch zweier säkularer Kleinparteien (UPL, Afek Tounes). Das Kabinett Essid ist die erste Regierung, die in der Folge der Revolution in Tunesien 2010/2011 nach den demokratischen Vorgaben der Anfang 2014 beschlossenen Verfassung der Republik Tunesien gewählt worden ist, und löste Mehdi Jomaâs Übergangskabinett ab. Als Schwerpunkte der Arbeit galten die schwierige Sicherheits- und Wirtschaftslage. Am 27. August 2016 wurde das Kabinett vom Kabinett Chahed abgelöst, nachdem es am 3. August 2016 die Vertrauensfrage im Parlament verloren hatte.

## Entstehung
Die säkulare Sammlungsbewegung Nidaa Tounes hatte die erste Wahl zur Volksrepräsentantenversammlung, dem durch die neue Verfassung eingerichteten Einkammerparlament Tunesiens, im Oktober 2014 gewonnen. Sie verhandelte mit verschiedenen Parteien über eine Regierungsbildung. Dabei kam neben einer großen Koalition mit der zweitplatzierten Ennahda auch eine Koalition mit kleineren Parteien in Betracht, die der säkularen Partei ideologisch näherstehen. Die Verhandlungen dauerten bis nach dem Sieg des Nidaa-Tounes-Vorsitzenden Essebsi bei der Präsidentschaftswahl am 21. Dezember. Am 5. Januar gab die Führung der Partei Nidaa Tounes bekannt, dass der parteilose frühere tunesische Innenminister Habib Essid die nächste Regierung bilden solle, womit sich Ennahda einverstanden erklärte. Nachdem er am 7. Januar eine Delegation Ennahdas empfangen hatte, gab diese am 11. Januar bekannt, sich an seiner Regierung beteiligen zu wollen.
Die Mitglieder eines ersten Kabinettsvorschlags wurden am 23. Januar 2015 vorgestellt, darunter überraschenderweise kein Politiker Ennahdas, sondern neben Parteilosen nur von Nidaa Tounes und der dritten Kraft im Parlament, der säkularen UPL an, die zusammen mit 102 Sitzen im Parlament keine eigene Mehrheit hatten. Ennahda kündigte an, die Regierung nicht unterstützen zu wollen, da kein klares Ziel und kein Bemühen um nationale Einheit erkennbar seien. Da auch aus den Reihen von Nidaa Tounes Kritik am Essids Kabinettsvorschlag kam, wurde die auf den 27. Januar angesetzte Vertrauensabstimmung im Parlament vertagt. Essid gelang es in den folgenden Tagen, auch Ennahda und Afek Tounes zu einer Regierungsbeteiligung zu bewegen. Mit einem neuen Kabinettsvorschlag unter Einschluss von Mitgliedern aller beteiligten Parteien vom 2. Februar gewann Essid die Vertrauensabstimmung im Parlament am 5. Februar 2015 mit 166 von 217 Stimmen. Am 6. Februar 2015 trat sein Kabinett die Arbeit an. Die schwierige Regierungsbildung stellte wenige der beteiligten Parteien zufrieden.

## Schwerpunkte
Die ersten Monate der Regierung waren von Sicherheitsfragen bestimmt, zumal die Lage in den angrenzenden Ländern Algerien und Libyen angespannt blieb. Insbesondere nach dem islamistischen Anschlag im März 2015 auf das Nationalmuseum von Bardo in Tunis, bei dem eine Reihe von Touristen verletzt wurden, wurden die Sicherheitsmaßnahmen verschärft. Die nach mehreren tödlichen Anschlägen auf Politiker 2013 mühsam wiederhergestellte innenpolitische Stabilität und die sich gerade erholende wirtschaftliche Lebensader Tunesiens, der Tourismus, waren stark gefährdet.
Im Mai 2015 kündigte Essid an, sich fortan vor allem der Belebung der Wirtschaft und der Bekämpfung der Arbeitslosigkeit zu widmen und entsprechende Programme aufzulegen, insbesondere im digitalen Bereich, in dem Tunesien Vorreiter werden soll. Nach den ersten hundert Tagen im Amt bat Essid Ende Mai 2015 darum, der Regierung ein Jahr Zeit zu geben, um ihre Leistung bewerten zu können.
Eine Reihe weiterer Terroranschläge prägte die folgenden Monate, darunter der Anschlag in Port El-Kantaoui im Juni 2015 und der Anschlag auf einen Bus mit der Leibgarde des Präsidenten im November 2015. Im Juli wurde ein Gesetz zur Terrorbekämpfung verabschiedet, das die Bürgerrechte und Pressefreiheit einschränkte und Menschenrechtsorganisationen eine Wiederkehr des Polizeistaats befürchten ließ. In der angespannten, durch die Ausrufung von Ausnahmezuständen gekennzeichneten Situation wurde dem Präsidenten Essebsi vorgeworfen, er strebe die Errichtung eines autoritären Präsidialregimes, möglicherweise unter Bildung einer Familiendynastie durch Weitergabe des Amtes an seinen Sohn Hafedh, an. Diese Kritik sammelte sich um den bisherigen Generalsekretär der größten Regierungspartei Nidaa Tounes, Mohzen Marzouk, und im November 2015 kündigten 31 der bisher 86 Abgeordneten der Partei im Parlament an, sich aus der Fraktion zurückzuziehen und damit der Regierung Essid die Unterstützung zu entziehen. Wegen der großen Parlamentsmehrheit geriet die Funktionsfähigkeit der Regierung nicht in Gefahr, auch wenn die internen Machtverhältnisse sich verschoben, da die Abgeordneten der islamistischen Partei Ennahda dadurch zur stärksten Fraktion im Parlament wurden.

## Zusammensetzung
Die Kabinettsmitglieder waren vorwiegend parteipolitisch Unabhängige, was den Charakter als technokratisches Expertenkabinett betonte und der traditionellen politischen Kultur Tunesiens, nach der Konfrontation vermieden und Konsens gesucht wird, entsprach. Einige gehörten der säkularen Nidaa Tounes und ihren kleinen, ebenfalls säkular ausgerichteten Verbündeten von der UPL und Afek Tounes an; ein Minister wurde von der gemäßigt islamistischen Ennahda gestellt. Die ungleiche Repräsentation – die zweitgrößte Partei Ennahda stellte nur einen Minister – sorgte am Beginn für Unmut.
In der zweiten Jahreshälfte 2015 verließen drei Kabinettsmitglieder die Regierung. Der Minister für die Beziehungen zur Volksrepräsentantenversammlung, Lazhar Akremi, gab am 5. Oktober seinen Rückzug aus dem Kabinett bekannt, den Essid am Folgetag annahm. Akremi gab als Grund an, er habe den Kampf gegen die allgegenwärtige Korruption wegen des Parteienstreits verloren; die Entwicklung hin zu einem präsidentiellen System stoße an ihre Grenzen. Am 20. Oktober 2015 entließ Essid den bisherigen Justizminister Mohamed Salah Ben Aïssa und ersetzte ihn interimistisch durch den Verteidigungsminister Farhat Horchani. Ben Aïssa gab anschließend als Grund an, dass sein Gesetzentwurf für eine Reform der Justiz, der ihre Unabhängigkeit stärken sollte, im Parlament durch eine völlig andere, seiner Ansicht nach verfassungswidrige Vorlage ersetzt worden sei und er keine Unterstützung durch den Präsidenten erhalten habe. Zudem habe er sich vergeblich dafür eingesetzt, Homosexualität zu entkriminalisieren. Nach dem Anschlag auf einen Bus der Leibwache des Präsidenten im November 2015, der 12 Menschen tötete und 16 verletzte, wurde der Staatssekretär für Sicherheitsfragen beim Innenminister, Rafik Chelli, am 1. Dezember 2015 entlassen.
Anfang Dezember 2015 kündigte Essid für die Zeit nach der Verabschiedung des Haushalts 2016 durch die Volksrepräsentantenversammlung eine größere Kabinettsumbildung an. Er machte diese am 6. Januar 2016 öffentlich mit acht neuen Ministern und der Abschaffung aller Staatssekretäre. Nach ihrer Bestätigung durch die Volksrepräsentantenversammlung am 11. Januar nahmen die neuen Minister ihre Arbeit am 12. Januar 2016 auf. Dabei wurden zwei neue Ministerien für Öffentlichen Dienst, Regierung und Kampf gegen Korruption sowie für den ländlichen Raum geschaffen und das Ministerium für Industrie, Energie und Bergbau zweigeteilt. Mahmoud Ben Romdhane, der mit der Kabinettsumbildung aus dem Verkehrs- ins Sozialministerium gewechselt war, trat einen Tag später aus Nidaa Tounes aus und gab seinen Rückzug aus dem Kabinett bekannt, der von Ministerpräsident Essid jedoch am 14. Januar 2016 abgelehnt wurde. Ben Romdhane blieb daraufhin bis zum Ende des Kabinetts am 27. August im Amt.

## Ablösung
Nachdem Essid und sein Kabinett am 3. August 2016 die Vertrauensfrage im tunesischen Parlament verloren hatten, hatte Beji Caid Essebsi den 41-jährigen Agrarökonomen Youssef Chahed mit der Regierungsbildung beauftragt. Chahed wurde mit seinem Kabinett am 26. August 2016 von der Volksrepräsentantenversammlung das Vertrauen ausgesprochen; sie lösten das Kabinett Essid am 27. August ab.

### Minister
| Bild | Ressort                                                                                       |  | Name | Partei                  |
| ---- | --------------------------------------------------------------------------------------------- |  | --- | ----------------------- |
|      | Ministerpräsident                                                                             |  | Habib Essid | parteilos               |
|      | Justizminister                                                                                |  | Mohamed Salah Ben Aïssa (bis 20. Oktober 2015), Interimsminister Farhat Horchani (bis 11. Januar 2016) Amor Mansour (ab 12. Januar 2016) | parteilos               |
|      | Verteidigungsminister                                                                         |  | Farhat Horchani | parteilos               |
|      | Innenminister                                                                                 |  | Mohamed Najem Gharsalli (bis 11. Januar 2016, parteilos) Hédi Majdoub                                                                    | parteilos               |
|      | Außenminister                                                                                 |  | Taieb Baccouche (bis 11. Januar 2016, Nidaa Tounes) Khemaies Jhinaoui                                                                    | parteilos               |
|      | Minister für religiöse Angelegenheiten                                                        |  | Othman Battikh (bis 11. Januar 2016) Mohamed Khalil (ab 12. Januar 2016)                                                                 | parteilos               |
|      | Finanzminister                                                                                |  | Slim Chaker | Nidaa Tounes            |
|      | Minister für Entwicklung, Investitionen und internationale Kooperation                        |  | Yassine Brahim | Afek Tounes             |
|      | Minister für Öffentlichen Dienst, Regierung und Kampf gegen Korruption (neugeschaffen)        |  | Kamel Ayadi (ab 12. Januar 2016) | parteilos               |
|      | Minister für Staatseigentum und Ländereien                                                    |  | Hatem El Euchi | Union patriotique libre |
|      | Bildungsminister                                                                              |  | Néji Jalloul | Nidaa Tounes            |
|      | Minister für Hochschulwesen und Forschung                                                     |  | Chiheb Bouden | parteilos               |
|      | Minister für Ausbildung und Arbeit                                                            |  | Zied Ladhari | Ennahdha                |
|      | Sozialminister                                                                                |  | Ahmed Ammar Younbaii (bis 11. Januar 2016, parteilos) Mahmoud Ben Romdhane (ab 12. Januar 2016)                                          | parteilos               |
|      | Gesundheitsminister                                                                           |  | Saïd Aïdi | Nidaa Tounes            |
|      | Kulturminister                                                                                |  | Latifa Lakhdar (bis 11. Januar 2016) Sonia M’Barek (ab 12. Januar 2016)                                                                  | parteilos               |
|      | Minister für Frauen, Familie und Kinder                                                       |  | Samira Merai | Afek Tounes             |
|      | Minister für Jugend und Sport                                                                 |  | Maher Ben Dhia | Union patriotique libre |
|      | Minister für Landwirtschaft, Bewässerung und Fischerei                                        |  | Saâd Seddik | parteilos               |
|      | Minister für Umwelt und nachhaltige Entwicklung                                               |  | Nejib Derouiche | Union patriotique libre |
|      | Industrieminister (ab 12. Januar 2016, bis dahin Minister für Industrie, Energie und Bergbau) |  | Zakaria Hamad | parteilos               |
|      | Handelsminister                                                                               |  | Ridha Lahouel (bis 11. Januar 2016, parteilos) Mohsen Hassan (ab 12. Januar 2016)                                                        | Union patriotique libre |
|      | Minister für Energie und Bergbau (ab 12. Januar 2016, ausgegliedert)                          |  | Mongi Marzouk (ab 12. Januar 2016) | parteilos               |
|      | Minister für Beschaffung, Bauwesen und Raumordnung                                            |  | Mohamed Salah Arfaoui | parteilos               |
|      | Verkehrsminister                                                                              |  | Mahmoud Ben Romdhane (bis 11. Januar 2016) Anis Ghedira (ab 12. Januar 2016)                                                             | Nidaa Tounes            |
|      | Minister für Tourismus und Kunsthandwerk                                                      |  | Selma Elloumi Rekik | Nidaa Tounes            |
|      | Minister für Informationstechnologie, Kommunikation und Digitalwirtschaft                     |  | Noomane Fehri | Afek Tounes             |
|      | Minister für lokale Angelegenheiten (neugeschaffen)                                           |  | Youssef Chahed (ab 12. Januar 2016) | Nidaa Tounes            |

### Minister beim Regierungschef
| Bild | Ressort |  | Name                                                                               | Partei       |
| ---- | --- |  | ---------------------------------------------------------------------------------- | ------------ |
|      | Minister beim Ministerpräsidenten für die Beziehungen zur Volksrepräsentantenversammlung (seit 12. Januar 2016 zugleich Sprecher der Regierung) |  | Lazhar Akremi (Rücktritt am 5. Oktober 2015) Khaled Chouket (seit 12. Januar 2016) | Nidaa Tounes |
|      | Minister beim Ministerpräsidenten für die Beziehungen zu den Verfassungsinstitutionen und der Zivilgesellschaft                                 |  | Kamel Jendoubi                                                                     | parteilos    |
|      | Minister beim Ministerpräsidenten für das Generalsekretariat der Regierung (bis 11. Januar 2016 zugleich Sprecher der Regierung)                |  | Ahmed Zarrouk                                                                      | Nidaa Tounes |

### Staatssekretäre (bis 11. Januar 2016)
| Bild | Ressort                                                                                   |  | Name                                         | Partei                      |
| ---- | ----------------------------------------------------------------------------------------- |  | -------------------------------------------- | --------------------------- |
|      | Staatssekretär beim Innenminister für Sicherheitsfragen                                   |  | Rafik Chelli (entlassen am 1. Dezember 2015) | parteilos                   |
|      | Staatssekretär beim Innenminister für lokale Angelegenheiten                              |  | Hédi Majdoub                                 | parteilos                   |
|      | Staatssekretär beim Außenminister                                                         |  | M’hamed Ezzine Chelaifa                      | parteilos                   |
|      | Staatssekretär beim Außenminister für arabische und afrikanische Beziehungen              |  | Touhami Abdouli                              | früher Ettakatol, parteilos |
|      | Staatssekretär beim Finanzminister                                                        |  | Boutheina Ben Yaghlane                       | Ennahdha                    |
|      | Staatssekretär beim Entwicklungsminister für Investitionen und internationale Kooperation |  | Lamia Zeribi                                 | parteilos                   |
|      | Staatssekretär für internationale Kooperation                                             |  | Amel Azzouz                                  | Ennahdha                    |
|      | Staatssekretär beim Sozialminister für Emigration und Integration                         |  | Belgacem Sabri                               | parteilos                   |
|      | Staatssekretär für die Angelegenheiten der Verwundeten und Gefallenen der Revolution      |  | Majdouline Cherni                            | parteilos                   |
|      | Staatssekretär beim Gesundheitsminister für die Verbesserung der Krankenhäuser            |  | Nejmeddine Hamrouni                          | Ennahdha                    |
|      | Staatssekretär beim Minister für Jugend und Sport für die Angelegenheiten der Jugend      |  | Chokri Terzi                                 | parteilos                   |
|      | Staatssekretär beim Agrarminister für Landbau                                             |  | Amel Nafti                                   | parteilos                   |
|      | Staatssekretär beim Agrarminister für Fischerei                                           |  | Youssef Chahed                               | Nidaa Tounes                |
|      | Staatssekretär beim Minister für Beschaffung, Bauwesen und Raumordnung für Bauwesen       |  | Anis Ghedira                                 | Nidaa Tounes                |